# Медный ангел
«Медный ангел» — советский приключенческий художественный фильм 1984 года режиссёра Вениамина Дормана, снятый на Киностудии им. М. Горького. 
В 1984 году фильм находился на 14-м месте по кинопрокату, его посмотрели 22 миллиона зрителей.

## Сюжет
Международная геологическая экспедиция под эгидой ООН, возглавляемая советским инженером Антоном Петровичем Курмаевым, проводит в Аргентине изыскания с целью строительства гидроэлектростанции в труднодоступном горном районе и становится мишенью для реакционной организации «Правый альянс», добивающейся смещения левого правительства. Отель «Медный ангел», где базируется экспедиция, служит также убежищем для банды братьев Вальдесов, занимающейся контрабандой наркотиков. 
Геологи оказываются в заложниках у банды наркоторговцев во главе с гангстером Себастьяном Вальдесом, который хочет обменять членов экспедиции на своего старшего брата Антонио, попавшего в руки аргентинской полиции, заодно и вернуть стоимость конфискованного властями героина. Геологам удаётся бежать из плена благодаря своим друзьям — племяннику хозяйки отеля Роситы Мики и датскому профессору Ларсену, которые, угрожая автоматом, заставляют гангстера-пьяницу Макса выпустить заложников. Группа учёных прячется в детском санатории, но бандиты, выпытав у Роситы местонахождение экспедиции, опять настигают геологов и снова ловят их. Во время обмена Росита убивает из карабина продажного комиссара полиции Сантильяну, тайно сотрудничавшего с реакционерами. 
В конце фильма освобождённые геологи читают в свежей газете статью о поимке преступников.

## В ролях
- Анатолий Кузнецов — Антон Петрович Курмаев, советский инженер
- Ирина Шевчук — Марина Громова, геолог
- Валентин Смирнитский — Ладислав Илек, чешский специалист
- Леонид Ярмольник — Морис Барро, французский специалист
- Леонид Куравлёв — Ларсен, датский профессор
- Лия Ахеджакова — синьора Росита, управляющая отелем
- Николай Ерёменко-мл. — Себастьян Вальдес, главарь банды наркоторговцев
- Александр Яковлев — Вакерос, подручный Антонио Вальдеса
- Арчил Гомиашвили — Антонио Вальдес, главарь банды наркоторговцев
- Вадим Захарченко — Макс, гангстер-пьяница
- Алим Кулиев — Жозеф Кодреро, местный геолог (озвучивает Вадим Андреев)
- Александр Филиппенко — Сантильяна, полицейский комиссар
- Олег Хабалов — Казарес, прокурор (озвучивает Сергей Малишевский)
- Ростислав Янковский — Левон, политик
- Виктор Незнанов — Курт, гангстер
- Геннадий Четвериков — Рон, гангстер
- Сергей Леференко — Мики, племянник Роситы
- Олег Дорман — Эрнесто, гангстер
- Нартай Бегалин — Фреди, гангстер
- Эрменгельд Коновалов — Михан, гангстер
- Абессалом Лория — служащий гостиницы

## Съёмочная группа
- Автор сценария: Исай Кузнецов
- Режиссёр: Вениамин Дорман
- Оператор: Вадим Корнильев
- Художник: Марк Горелик
- Композитор: Микаэл Таривердиев

## Создание фильма
Вениамин Дорман, по его словам, снимал приключенческий фильм, но не делал акцента на трюках, а старался показать людей, попавших в экстремальные условия и защищающих своё достоинство. Съёмки проходили возле Нальчика, Терскола, Ялты, в павильонах Киностудии им. Горького. В создании фильма участвовали оператор Вадим Корнильев, композитор Микаэл Таривердиев, художник Марк Горелик, с которыми Дорман до этого работал в течение многих лет.

## Критика
Владимир Вишняков в журнале «Советский экран» подчеркнул как мастерство Дормана и Кузнецова в построении приключенческого сюжета, так и попытку создания сложных характеров, особенно отметив игру Анатолия Кузнецова, Ирины Шевчук, Арчила Гомиашвили, Николая Ерёменко-младшего.